# いとしのエリー
「いとしのエリー」は、サザンオールスターズの楽曲。自身の3作目のシングルとして、Invitationから7インチレコードで1979年3月25日に発売された。
1988年6月25日、1997年4月23日（経緯は後述）、1998年2月11日に8cmCDとして、2005年6月25日には12cmCDで再発売されている。2014年12月17日からはダウンロード配信、2019年12月20日からはストリーミング配信が開始されている。

## 背景
自身のシングルの表題曲（A面）がバラードの楽曲として発売されたのは本作が初めてである。
デビュー当時のサザンのイメージは「陽気さ」であり、本作が発売される前、デビューシングルの「勝手にシンドバッド」、2枚目シングル「気分しだいで責めないで」や1枚目アルバム『熱い胸さわぎ』の3作品はパワフルかつコミカルでエッチなサウンドであったが、桑田佳祐はそのイメージに納得していなかった。2枚目アルバム『10ナンバーズ・からっと』制作時に桑田は「こういう曲を思いついた」と即興でギターを弾き、「エリー・マイ・ラブ……」と「いとしのエリー」の歌詞の一部をスタッフに聴かせた。そして「いとしのエリー」を3枚目シングルとして発売するか議論となり、高垣健を含むビクター側は「方向性が定着してきた時期に、バラードは時期尚早だ」と大反対したが、アミューズの当時社長であった大里洋吉が「売ろうではなく、冒険してみよう」という提案をしたことで「いとしのエリー」が3枚目シングルとなった。

## リリース・批評
表題曲が主題歌に起用されたTBS系列のテレビドラマ『ふぞろいの林檎たち』シリーズの完結編『ふぞろいの林檎たち IV』の放送に合わせ、1997年には特例の再発売が行われた。再発売された回数は4回と「勝手にシンドバッド」と並んで最多である。
なお、表題曲をシングルにして出すことはメンバーだけで決めたことや、レコード会社からはこれといった要望が無かったこと、リリースが決まったことでアミューズや雑誌の関係者の反応が変わったこと、表題曲をリリースして以降は女性誌の仕事が増えたことを桑田は述べている。
小説家の樋口毅宏は本作をサザンがスーパースターの座を射止める決定打となったと評価している。

## 受賞歴
| 年     | 音楽賞             | 結果       | 出典   |
| ------ | ------------------ | ---------- | ------ |
| 1979年 | 第12回日本有線大賞 | 有線音楽賞 | [ 10 ] |

## チャート成績
本作発売当時、西城秀樹の「YOUNG MAN (Y.M.C.A.)」やジュディ・オングの「魅せられて」のヒットと重なってオリコン週間シングルランキングで1位は獲得していないが、1992年に「シュラバ★ラ★バンバ」「涙のキッス」がリリースされるまでは最も高い売り上げを記録しており、累計売上枚数は72.8万枚（オリコン調べ）を記録している。ビクターエンタテインメントによる出荷枚数は累計125万枚を記録した。
オリコンのシングルTOP10獲得週間数では、本作は16週獲得しており、自身の中では最大である。
日本音楽著作権協会（JASRAC）の著作権使用料分配額ランキングでは、「いとしのエリー」が 平成1桁代として歴代9位、平成（1989年〜2019年）として歴代28位にランクインした。

## 収録曲
- 収録時間：6:59

1. いとしのエリー (4:23)
（作詞・作曲：桑田佳祐 / 編曲：サザンオールスターズ / 弦編曲：新田一郎）
TBS系金曜ドラマ『ふぞろいの林檎たち』主題歌[注釈 1][注釈 2]。
桑田の実姉が名がエリコ（岩本えり子）であることから、歌詞には姉や桑田が敬愛するエリック・クラプトンへの想いが込められているのではないか、とする説もあったが[7]、桑田本人がラジオ番組でこの件に触れ、当時のインタビュー等で適当に語ったものだと話し、真相は「エリー」という言葉の響きの良さから決めたものだと明かした[17]。また、別の説ではサザンのメンバーであり後に桑田と結婚する原由子に捧げる内容ともいわれており[18]、桑田は1982年2月28日に東京プリンスホテルで行われた挙式で「エリー」の部分を「由子」に変えて歌っている[19]。間奏に収録されている女性の笑い声は原の声であり、きっかけは「女性の笑い声を入れよう」となり、レコーディング中に松田弘や当時のマネージャーがインベーダーゲームの真似をして笑わせていた[20][注釈 3]。2016年に発売された桑田のソロシングル「ヨシ子さん」には本楽曲のサビ部分が歌詞に引用されている[21]。また、読売新聞 2015年1月1日号の第3部では本楽曲のサビの歌詞を捩った「笑ってもっと、ニッポン」という見出しでサザンの特集記事が掲載された[22]。
初披露は1979年2月20日に日本武道館で行われたFM東京の番組『小室等の音楽夜話』放送1,000回記念の公開録音ライブへの出演の時である[23]。
桑田の著書『ブルー・ノート・スケール』（1987年 ロッキングオン）ではこの楽曲と「勝手にシンドバッド」を1985年のライブ『KAMAKURA TO SENEGAL サザンオールスターズ AVECトゥレ・クンダ（英語）』をもって封印していることを述べていたが[24]、1988年にサザンが活動再開して以降もどちらも多くのライブで歌われている[25][26]。また、『1998 スーパーライブ in 渚園』のDVDインタビューでも封印する趣旨を述べていたが、翌年春のツアーライブ『Se O no Luja na Quites 〜素敵な春の逢瀬〜』以後はどちらの曲も再び今まで通りに演奏された[27][28]。
桑田は本楽曲を飽きたり、古いと感じたりして歌う歓びがあまり感じられない時期が長かったが、（2018年の時点で）ここ10年くらいで歌う気力が戻ってきたと語った[29]。
『第56回NHK紅白歌合戦』の「スキウタ〜紅白みんなでアンケート〜」で白組41位にランクインしている。また、2015年9月23日に放送されたテレビ朝日系「ミュージックステーション ウルトラFES」内で放送されたVTR企画『世界に誇るニッポンの歌 BEST100』では23位[30]、2016年6月17日に放送された『ミュージックステーション』内のVTR企画「世代を超えるカッコイイ歌謡曲 TOP25」で2位にランクインした[1]。
小沢健二の1994年発売のシングル「愛し愛されて生きるのさ」の歌詞に「10年前の僕らは胸をいためて"いとしのエリー"なんて聴いてた」という一節がある[31][32]。
1996年に教育出版が発行する高等学校の音楽教科書に掲載された[33]。
2010年12月1日に行われたエイズ啓発活動『Act Against AIDS 2010』にて、桑田が所属するアミューズの後輩である佐藤健[注釈 4]がこの楽曲をカバーして披露している[35]。
調はニ長調[36]。
本楽曲でサザンは1979年12月31日の『第30回NHK紅白歌合戦』に初出場となった。
日本テレビのアナウンサーの岩田絵里奈の名前の由来となった曲でもある[37]。岩田は桑田と対面した経験があり、名前の由来の経緯を直接伝えることが出来た[38]。
2. アブダ・カ・ダブラ (TYPE 3) (2:36)
（作詞・作曲：桑田佳祐 / 編曲：サザンオールスターズ / 弦管編曲：新田一郎）
日清食品「焼そばU.F.O.」CMソング。
タイトルに、TYPE3とあるが、TYPE1と2は後に発売されたアルバム『10ナンバーズ・からっと』に収録されている。歌詞はTYPE1と同じではあるが、後奏がやや異なる。
2015年のライブツアー『おいしい葡萄の旅』においては、アンコール前のダンサーによる寸劇のBGMとしてこのバージョンが用いられた。

## 参加ミュージシャン
- 桑田佳祐:Vocal, Guitar(#1,2)
- 大森隆志:Guitar, Chorus(#1,2)
- 原由子:Keyboards, Chorus(#1,2)
- 関口和之:Bass, Chorus(#1,2)
- 松田弘:Drums, Chorus(#1,2)
- 野沢秀行:Percussion, Chorus(#1,2)

## 収録アルバム
| 曲名                        | 作品名                                    | 備考                                               |
| --------------------------- | ----------------------------------------- | -------------------------------------------------- |
| いとしのエリー              | 10ナンバーズ・からっと                    |                                                    |
| いとしのエリー              | ベスト・オブ・サザンオールスターズ        | カセットテープのみでの発売のため、現在は廃盤作品。 |
| いとしのエリー              | Kick Off!                                 | カセットテープのみでの発売のため、現在は廃盤作品。 |
| いとしのエリー              | アーリー・サザンオールスターズ            | カセットテープのみでの発売のため、現在は廃盤作品。 |
| いとしのエリー              | SOUTHERN ALL STARS BEST ONE '82           | カセットテープのみでの発売のため、現在は廃盤作品。 |
| いとしのエリー              | バラッド '77〜'82                         |                                                    |
| いとしのエリー              | Shout!                                    | カセットテープのみでの発売のため、現在は廃盤作品。 |
| いとしのエリー              | すいか SOUTHERN ALL STARS SPECIAL 61SONGS | 数量限定販売のため、現在は廃盤作品。               |
| いとしのエリー              | HAPPY!                                    | 数量限定販売のため、現在は廃盤作品。               |
| いとしのエリー              | 海のYeah!!                                |                                                    |
| アブダ・カ・ダブラ (TYPE 3) | アルバム未収録                            |                                                    |

## ミュージック・ビデオ収録作品
| 曲名                        | 作品名 |
| --------------------------- | ------ |
| いとしのエリー              | 未収録 |
| アブダ・カ・ダブラ (TYPE 3) | 未収録 |

## ライブ映像作品
| 曲名                        | 作品名                                                                                            | 備考 |
| --------------------------- | ------------------------------------------------------------------------------------------------- | --- |
| いとしのエリー              | 武道館コンサート                                                                                  | 1982年1月26日に日本武道館で開催されたコンサートの模様を収録。                                                                        |
| いとしのエリー              | Southern All Stars THE BEST                                                                       | 『武道館コンサート』と同様の映像になっている。                                                                                       |
| いとしのエリー              | ホタル・カリフォルニア                                                                            | |
| いとしのエリー              | 平和の琉歌 〜Stadium Tour 1996 "ザ・ガールズ万座ビーチ" in 沖縄〜                                 | |
| いとしのエリー              | 1998 スーパーライブ in 渚園                                                                       | |
| いとしのエリー              | 真夏の大感謝祭 LIVE                                                                               | |
| いとしのエリー              | SUPER SUMMER LIVE 2013 「灼熱のマンピー!! G★スポット解禁!!」 胸熱完全版                           | |
| いとしのエリー              | LIVE TOUR 2019 “キミは見てくれが悪いんだから、アホ丸出しでマイクを握ってろ!!” だと!? ふざけるな!! | 完全生産限定盤のボーナスディスクに収録。2018年6月25・26日にNHKホールで開催された『ちょっとエッチなラララのおじさん』での歌唱シーン。 |
| いとしのエリー              | 茅ヶ崎ライブ2023                                                                                  | |
| いとしのエリー              | THANK YOU SO MUCH                                                                                 | 完全生産限定盤のスペシャルディスクに収録。『ROCK IN JAPAN FESTIVAL 2024 in HITACHINAKA』での歌唱シーン。                             |
| アブダ・カ・ダブラ (TYPE 3) | 未収録                                                                                            | |

## カバー
いとしのエリー（日本語）
- 1979年：西城秀樹 - 『BIG GAME'79 HIDEKI』収録。
- 1979年：小柳ルミ子 - ライブアルバム『やさしさということ・・・』収録
- 1987年：EPO - 『POPTRACKS』収録
- 1997年：広瀬香美 - 『Thousands of Covers Disc1』収録
- 2004年：五木ひろし - 『芸能生活40周年記念 五木ひろしが歌う!「日本の歌謡史・特選40」』収録。
- 2005年：平原綾香 - 『From To』収録。
- 2008年：八代亜紀 - 『エンカのチカラ -SONG IS LIFE 70's-』収録。[注釈 5]
- 2008年：しばたはつみ - 『昭和おとなカヴァーII』収録
- 2008年：布施明 - 『Ballade』収録
- 2009年：中西保志 - 『メロディーズ』収録
- 2010年：NOKKO - 『KISS』収録。
- 2011年：EXILE ATSUSHI -『EXILE ATSUSHI Premium Live 〜The Roots〜』収録。
- 2012年：BENI - 『COVERS』収録
- 2014年：平井堅 - 『Ken's Bar III』収録
- 2015年：Rickie-G - シングル「Follow Your Heart E.P.」収録。
- 2020年：佐々木幸男 - 配信アルバム『ラブレター』収録。
- 2023年：JUJU - カバーアルバム『スナックJUJU ～夜のRequest～『帰ってきたママ』』に収録[39]。

いとしのエリー（外国語）
- 1989年：レイ・チャールズ
  - 英語詞で『Ellie My Love』（エリー・マイ・ラブ）としてカバーし、サントリーウイスキー「ホワイト」のCMソングとして放送された。オリコンの集計で40.2万枚を記録するヒットとなり、レイ・チャールズの作品としては日本での最大の売上となっている[40]。歌詞の内容は原曲と多少異なっており、曲調も比較的ジャズに近い。桑田本人はこのカバー曲を、『レイチャールズさんは俺のフェバリットの一人ですからね』『それはもう嬉しかったね。嬉しいを超えてますよね』『もろもろの事情から日本語で唄うわけにはいかないから仕方ないにしても、日本語で唄った方が化粧のノリが良い歌だと思いますね』[41]と述べている。
- 1989年：ジャッキー・チュン - 広東語詞でアルバム『給我親愛的（中国語: 給我親愛的）』収録、間奏に収録されている女性の声はプリシラ・チャンの声であり、香港映画「単身貴族（中国語: 單身貴族 (電影)）」の主題歌として放送された。
- 1990年：ザ・ベンチャーズ - インストゥルメンタルでカバーアルバム『ベンチャーズ・プレイ・サザンオールスターズ』収録
- 1991年：プラターズ - 英語詞でカバーアルバム『夜霧よ今夜も有難う』収録
- 1999年：レオン・ライ - 広東語詞でアルバム『Leon Now』収録
- 2000年：キム・ジャンフン - 韓国語詞でアルバム『Innocence』に収録
- 2005年：キム・ヒョンジョン - 韓国語詞でアルバム『Fun Town 20』に収録、曲名は『Only You』
- 2011年：ヘイリー・ロレン - 英語詞でアルバム『Heart First』収録